# 布瓦夫尔拉瓦莱
布瓦夫尔拉瓦莱（法語：Boivre-la-Vallée，法語發音：[bwavʁ la vale]）是法国维埃纳省的一个市镇，属于普瓦捷区。该市镇于2019年由原市镇拉沃索、伯纳赛、拉沙佩勒蒙特勒伊和蒙特勒伊博南合并而成，行政中心位于拉沃索。

## 地名
“布瓦夫尔”（Boivre）取自布瓦夫尔河，“拉瓦莱”（la-Vallée）在法语中意为“河谷”。

## 地理
布瓦夫尔拉瓦莱（46°30'21.6"N, 0°4'27.1"E）面积117.41 平方千米，位于法国新阿基坦大区维埃纳省，该省份为法国中西部省份，北起曼恩-卢瓦尔省和安德尔-卢瓦尔省，西接德塞夫勒省，南至夏朗德省，东南接上维埃纳省，东临安德尔省。
与布瓦夫尔拉瓦莱接壤的市镇（或旧市镇、城区）包括：拉蒂耶、希雷昂蒙特勒伊、武耶、贝吕日、库隆比耶、吕西尼昂、雅兹讷伊、沃讷河畔屈尔宰、桑赛、莱福日、瓦勒。
布瓦夫尔拉瓦莱的时区为UTC+01:00、UTC+02:00（夏令时）。

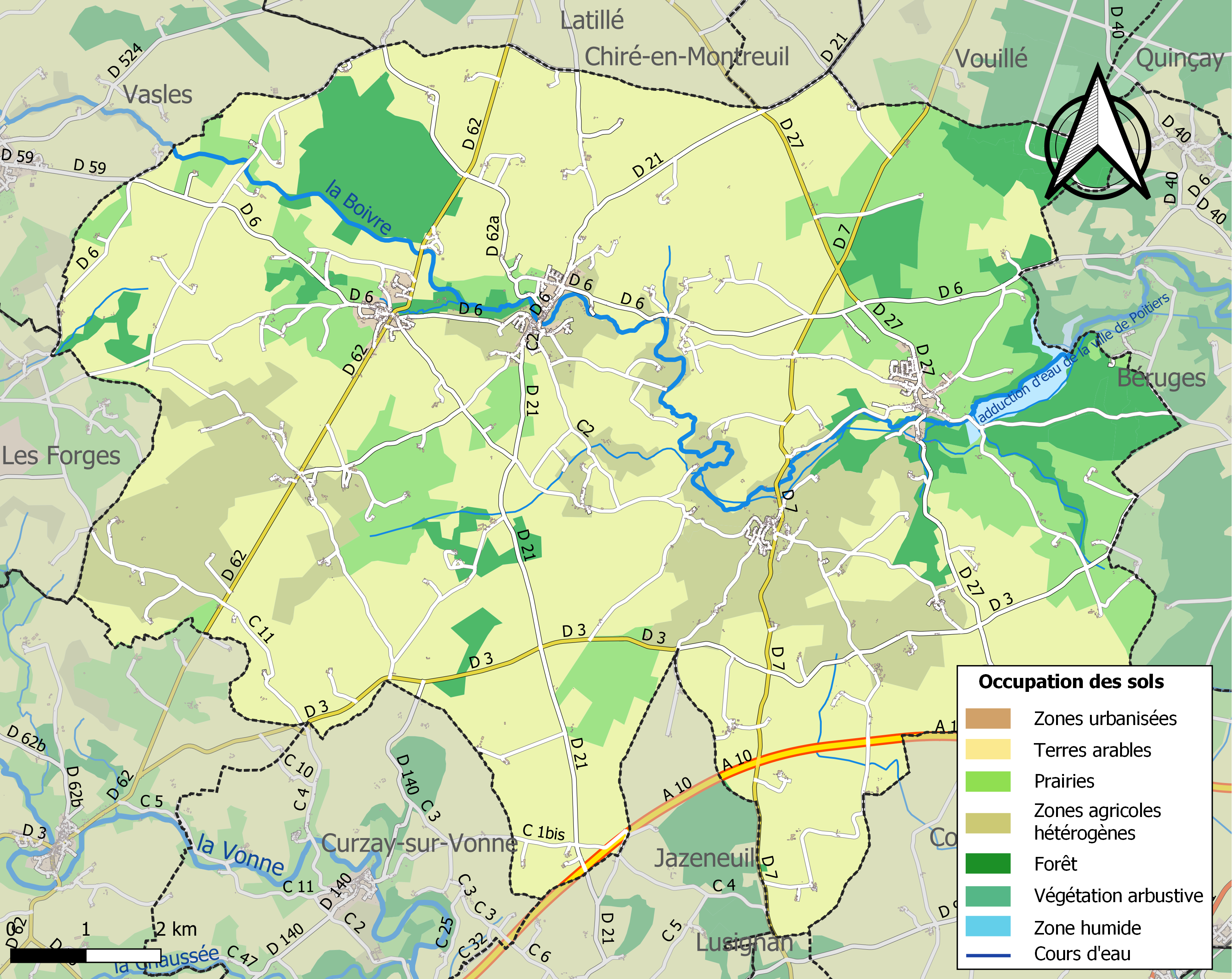
布瓦夫尔拉瓦莱的OSM定位图

## 行政
布瓦夫尔拉瓦莱的邮政编码为86470，INSEE市镇编码为86123。

## 政治
布瓦夫尔拉瓦莱所属的省级选区为武讷伊苏比亚尔县。

## 人口
布瓦夫尔拉瓦莱于2022年1月1日时的人口数量为3041人。